# Rapsodia d'amore (film 1935)
Rapsodia d'amore (Wenn die Musik nicht wär) è un film del 1935 diretto da Carmine Gallone.